# Billy Bevan
Billy Bevan (29. září 1887 – 26. listopad 1957), vlastním jménem William Bevan Harris, byl původem australský komik zlaté éry americké filmové grotesky. Postava, kterou ve filmu ztvárňoval a která jej ve 20. letech 20. století proslavila po celém světě, se vyznačovala malým vzrůstem, výraznou gestikulací a obličejem, jemuž dominoval svislý mroží knír.

## Biografie

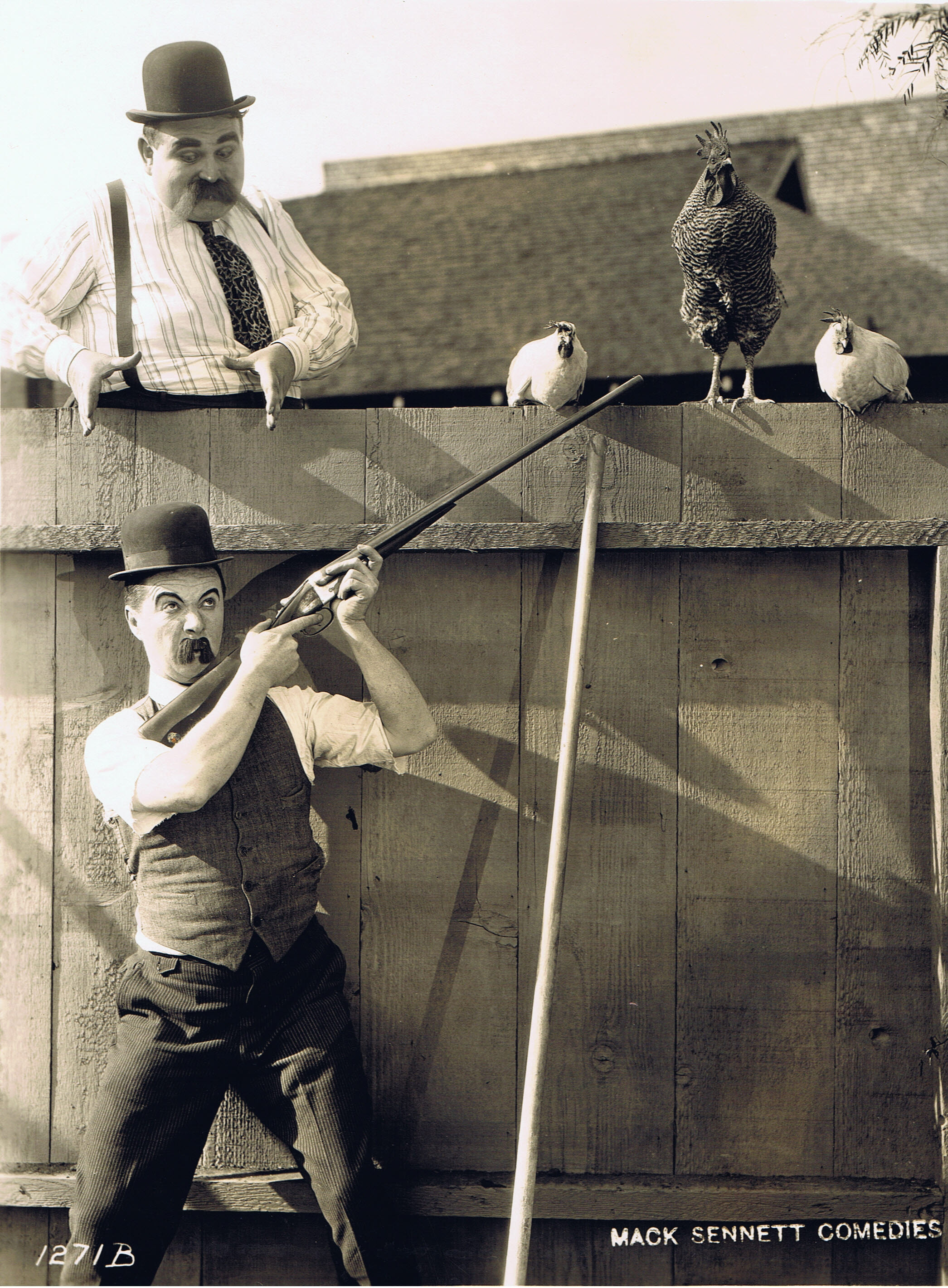
Záběr z filmu Večer v divadle (1922)

Narodil se jako William Bevan Harris 29. září 1887 v Austrálii, v asi 200 mil od Sydney vzdáleném malém městečku jménem Oranže v Novém Jižním Walesu. Svou hereckou kariéru zahájil již ve své rodné Austrálii poté, co krátce navštěvoval univerzitu v Sydney, jako člen slavné Pollard Opera Company. Když se v roce 1912 organizace rozdělila na dvě, první, ve které byla hvězdou Daphne Pollardová, se vydala do Indie a Orientu a druhá, ve které byl i on sám, odjela do Ameriky. Tak v roce 1916 přijel se skupinou kočovných herců do Spojených států. Od roku 1916 se začal objevovat na plátně v druhořadých rolích ve filmech pro společnost L-KO. V té době si jej všiml Mack Sennett a připojil jej ke své stáji. V prvních filmech natočených pro Sennetta vytváří stejné vedlejší role jako ve filmech společnosti L-KO, mj. se objevuje ve filmech Strýček Tom bez chaloupky (Uncle Tom Without a Cabin; 1919) nebo Salome versus Shenandoah (Salome vs Shenandoah; 1919), ve kterých je hlavní hvězdou jiná Sennettova hvězda Ben Turpin. V roce 1920 se na krátký čas stává hereckým partnerem svérázné Louise Fazendaové a po jejím boku začal mít úspěch u diváků. Mack Sennett mu proto svěřil vlastní sérii dvoudílných komedií, v nichž vytvořil svou typickou postavu malého vzrůstu, s výraznou gestikulací, s obličejem, jemuž dominuje svislý mroží knír. Do konce éry němého filmu natočil s touto postavou pro Sennetta zhruba 70 krátkých dvoucívkových grotesek, ve kterých často hrával tapetáře, kriminálníky, učitele tance, policajty i námořníky a vytvářel typ ušlápnutého manžela, jenž flirtuje s cizími ženami (představována obyčejně italskou herečkou Madeline Hurlockovou) a je přitom přistihován buď svou vlastní manželkou nebo manželi těch žen. Ke stálému hereckému ansámblu Bevanových grotesek patří ještě Andy Clyde a Vernon Dent. K jeho nejznámějším groteskám patří filmy jako Billy na lovu (The Duck Hunter; 1922), ve kterém při lovu na kachny sestřelí letadlo, Večer v divadle (Ma and Pa; 1922), Pes, karty a strážníci (Nip and Tuck; 1923), ve kterém mu skvěle sekunduje pes Cameo, se kterým obehraje podvodníka v pokru, Billy u cirkusu (The Lion’s Whiskers, 1925), ve kterém se ocitá s divokým lvem v koši balónu, Billy má smůlu (Super-Hooper-Dyne Lizzies, 1925), ve kterém před sebou spolu s vlastním vozem sám tlačí řadu cizích aut do strmého kopce aniž by tušil, že jedno po druhém padá do propasti, Billy králem (A Sea Dog’s Tale; 1926) a další. Na konci němé éry změnil Bevan svou tradiční masku a i když šlo pouze o tvar jeho kníru, diváci tuto jeho malou proměnu nepřijali. S nástupem zvukového filmu končí jeho slavné období. V následujících letech natáčí Bevan celou řadu filmů rozličných žánrů již jen jako druhořadý herec. Svůj poslední film natočil Bevan v roce 1950, pak odešel do důchodu. Billy Bevan zemřel v roce 1957 ve věku 70 let. Pohřben je na hřbitově Oak Hill Memorial Park v kalifornském San Diegu.

## Filmografie (výběrová)
| Premiéra        | Název                                                   | Role                      | Režie                        |
| 14. září 1924   | Billy králem (A Sea Dog’s Tale)                         | Wilbur Waters, cestovatel | Del Lord                     |
| 14. červen 1925 | Billy má smůlu (Super-Hooper-Dyne Lizzies)              | Hiram Case                | Del Lord                     |
| 19. duben 1925  | Billy u cirkusu (The Lion’s Whiskers)                   |                           | Del Lord                     |
| 25. leden 1925  | Dva blázni (Honeymoon Hardships)                        | strýc                     | Ralph Ceder                  |
| 3. srpen 1924   | Bláznivý Romeo (Romeo and Juliet)                       |                           | Reggie Morris, Harry Sweet   |
| 12. srpen 1923  | Pes, karty a strážníci (Nip and Tuck)                   | námořník                  | Roy Del Ruth                 |
| 2. červen 1922  | Večer v divadle (Ma and Pa)                             | herec                     | Roy Del Ruth                 |
| 13. únor 1922   | Billy na lovu (The Duck Hunter)                         | lovec                     | Roy Del Ruth                 |
| 13. leden 1921  | Idol malého města (A Small Town Idol)                   | režisér                   | Erle C. Kenton, Mack Sennett |
| 21. září 1919   | Strýček Tom bez chaloupky (Uncle Tom without the Cabin) | strýček Tom               | Edward F. Cline, Ray Hunt    |